# عادل الزبيدي
كان عادل الزبيدي محامي دفاع خلال محاكمات صدام حسين في الفريق القانوني الذي يمثل طه ياسين رمضان.
لقد قُتل في 8 نوفمبر 2005 على يد ثلاثة مسلحين كانوا يقودون سيارة في أوبل أو «سيارة حكومية» خارج حيه السني في بغداد. كان مسافرًا مع ثامر حمود الخزاعي، وهو محام آخر مرتبط بالمحاكمات جُرح في الهجوم. لقد تبنأ في اليوم السابق بمقتله.
هو ثاني محامي صدام الذين قتلوا على أيدي قوات مجهولة وقد جاءت وفاته بعد أقل من ثلاثة أسابيع من مقتل سعدون عنتر الجنابي.